# Ateuchus nitidulum
Ateuchus nitidulum là một loài bọ cánh cứng trong họ Bọ hung (Scarabaeidae).